# 九州國際大學
九州國際大學（日文：きゅうしゅうこくさいだいがく，英文：Kyushu International University）是一所位於日本、北九州市的私立大學，九州國際大學的前身是九州法學校。
1950年改称八幡大學。

## 簡史
- 1930年.九州法學校創立
- 1940年.改名為 九州専門學校
- 1947年.改名為 戸畑専門學校
- 1949年.改名為 八幡専門學校
- 1950年.設立新制 八幡大學
- 1953年.八幡大學短期大學部成立。
- 1989年.改名為 九州國際大學

## 學部與學科
- 法學部
  - 法律學科
  - 総合実践法學科
- 經濟學部
  - 經濟學科
  - 管理學科
- 國際關係學部
  - 国際關係學科

## 研究所
- 法學研究科
- 企業策略研究科

## 合作學校
- 东北财经大学

## 外部連結
九州國際大學網站（页面存档备份，存于）